# Chromonephthea exosis
Chromonephthea exosis is een zachte koraalsoort uit de familie Nephtheidae. De koraalsoort komt uit het geslacht Chromonephthea. Chromonephthea exosis werd in 2005 voor het eerst wetenschappelijk beschreven door van Ofwegen. 